# Alexander Chalmers
Alexander Chalmers (Aberdeen, 29 marzo 1759 – Londra, 29 dicembre 1834) è stato uno scrittore e giornalista britannico.

## Biografia
Laureatosi in medicina, lasciò questa professione per dedicarsi al giornalismo: fu infatti per qualche tempo direttore del Morning Herald. Oltre a edizioni delle opere di William Shakespeare, James Beattie, Henry Fielding, Samuel Johnson, Joseph Warton, Alexander Pope, Edward Gibbon e Henry Saint-John Bolingbroke, pubblicò un Dizionario biografico generale in 32 volumi (1812-1817); un Glossario Shakspeariano (1807); un'edizione dell'opera Shakespeare di George Steevens (1809); e il Saggista britannico, contenente riferimenti al Tatler e all'Observer, con prefazioni biografica e storica e un indice generale.
Spesso gli viene attribuita la citazione "Per essere felici è essenziale avere qualcosa da fare, qualcuno da amare e qualcosa in cui sperare" (The three grand essentials of happiness are: Something to do, someone to love, and something to hope for),
Le sue opere sono conservate presso la Biblioteca nazionale di Scozia.